# Hehcija
Hehcija (lat. Hechtia), rod od blizu 90 vrsta trajnica iz porodice Bromeliaceae. Domovina ovih vrsta je Amnerika, uglavnom Meksiko, pa na jug do Nikaragve i na sjever do južnih Sjedinjenih Država.
Hechtia, je rod polupustinjskih biljaka Novog svijeta, uglavnom tropskih. Nekoliko vrsta uzgaja se u zatvorenom prostoru kao ukrasno bilje.
Listovi vrste Hechtia s bodljikavim rubovima rastu u gustim rozetama koje su ljubičaste odozgo, a srebrnaste odozdo. Neugledni bijeli cvjetovi nalaze se u malim grozdovima s peteljkama.

## Vrste
1. Hechtia anarosae Siekkinen, Hern.-Cárdenas & Espejo
2. Hechtia aquamarina I.Ramírez & C.F.Jiménez
3. Hechtia argentea Baker
4. Hechtia caerulea (Matuda) L.B.Sm.
5. Hechtia capituligera Mez
6. Hechtia carlsoniae Burt-Utley & Utley
7. Hechtia caudata L.B.Sm.
8. Hechtia caulescens López-Ferr., Espejo & Mart.-Corrêa
9. Hechtia chichinautzensis Mart.-Corrêa, Espejo & López-Ferr.
10. Hechtia colossa Mart.-Corrêa, Espejo & López-Ferr.
11. Hechtia complanata Burt-Utley
12. Hechtia confusa L.B.Sm.
13. Hechtia conzattiana L.B.Sm.
14. Hechtia dasylirioides Hern.-Cárdenas, Espejo, López-Ferr. & Siekkinen
15. Hechtia deceptrix I.Ramírez & C.T.Hornung
16. Hechtia edulis I.Ramírez, Espejo & López-Ferr.
17. Hechtia elegans Siekkinen, Hern.-Cárdenas, López-Ferr. & Espejo
18. Hechtia elliptica L.B.Sm.
19. Hechtia ensifolia Hern.-Cárdenas, Siekkinen, López-Ferr. & Espejo
20. Hechtia epigyna Harms
21. Hechtia espejoana Siekkinen, Hern.-Cárdenas & López-Ferr.
22. Hechtia flexilifolia I.Ramírez & Carnevali
23. Hechtia fosteriana L.B.Sm.
24. Hechtia fragilis Burt-Utley & Utley
25. Hechtia galeottii Mez
26. Hechtia gayorum L.W.Lenz
27. Hechtia glabra Brandegee
28. Hechtia glauca Burt-Utley & Utley
29. Hechtia glomerata Zucc.
30. Hechtia gypsophila López-Ferr., Espejo & Hern.-Cárdenas
31. Hechtia hernandez-sandovalii I.Ramírez, C.F.Jiménez & Treviño
32. Hechtia hidalguensis (K.Romero, C.T.Hornung & I.Ramírez) comb.ined.
33. Hechtia hintoniana Burt-Utley, Utley & García-Mend.
34. Hechtia huamelulaensis I.Ramírez & Carnevali
35. Hechtia ibugana Flores-Arg., Espejo & López-Ferr.
36. Hechtia iltisii Burt-Utley & Utley
37. Hechtia isthmusiana Burt-Utley
38. Hechtia ixtlanensis Burt-Utley
39. Hechtia jaliscana L.B.Sm.
40. Hechtia laevis L.B.Sm.
41. Hechtia lanata L.B.Sm.
42. Hechtia laxissima L.B.Sm.
43. Hechtia lepidophylla I.Ramírez
44. Hechtia lindmanioides L.B.Sm.
45. Hechtia longissimifolia Hern.-Cárdenas, Espejo, López-Ferr. & Siekkinen
46. Hechtia lundelliorum L.B.Sm.
47. Hechtia lyman-smithii Burt-Utley & Utley
48. Hechtia mapimiana López-Ferr. & Espejo
49. Hechtia marnier-lapostollei L.B.Sm.
50. Hechtia marthae I.Ramírez
51. Hechtia matudae L.B.Sm.
52. Hechtia medusae Hern.-Cárdenas, Siekkinen, López-Ferr. & Espejo
53. Hechtia melanocarpa L.B.Sm.
54. Hechtia mexicana L.B.Sm.
55. Hechtia michoacana Burt-Utley, Utley & García-Mend.
56. Hechtia microcarpa Siekkinen, Hern.-Cárdenas, López-Ferr. & Espejo
57. Hechtia minimiflora Hern.-Cárdenas, Espejo, López-Ferr. & Siekkinen
58. Hechtia minuta Hern.-Cárdenas, Espejo & López-Ferr.
59. Hechtia montana Brandegee
60. Hechtia montis-frigidi Gonz.-Rocha, Espejo, López-Ferr. & Cerros
61. Hechtia mooreana L.B.Sm.
62. Hechtia nivea I.Ramírez & C.F.Jiménez
63. Hechtia nuusaviorum Espejo & López-Ferr.
64. Hechtia oaxacana Burt-Utley, Utley & García-Mend.
65. Hechtia pedicellata S.Watson
66. Hechtia perotensis I.Ramírez & Mart.-Corrêa
67. Hechtia platyphylla Hern.-Cárdenas, Siekkinen, López-Ferr. & Espejo
68. Hechtia podantha Mez
69. Hechtia pretiosa Espejo & López-Ferr.
70. Hechtia pueblensis Burt-Utley, Utley & García-Mend.
71. Hechtia pumila Burt-Utley & Utley
72. Hechtia purhepecha I.García, Espejo & López-Ferr.
73. Hechtia purpusii Brandegee
74. Hechtia pycnostachya Hern.-Cárdenas, Siekkinen, López-Ferr. & Espejo
75. Hechtia reflexa L.B.Sm.
76. Hechtia reticulata L.B.Sm.
77. Hechtia rosea É.Morren ex Baker
78. Hechtia roseana L.B.Sm.
79. Hechtia rubicunda López-Ferr. & Espejo
80. Hechtia santanae I.Ramírez & P.Carrillo
81. Hechtia schottii Baker
82. Hechtia sphaeroblasta B.L.Rob.
83. Hechtia stenopetala Klotzsch
84. Hechtia suaveolens É.Morren ex Mez
85. Hechtia subalata L.B.Sm.
86. Hechtia texensis S.Watson
87. Hechtia tillandsioides (André) L.B.Sm.
88. Hechtia vicesphaeroblasta Siekkinen, Hern.-Cárdenas, Espejo & López-Ferr.
89. Hechtia zamudioi Espejo, López-Ferr. & I.Ramírez